# پرتونگاری پانورامیک

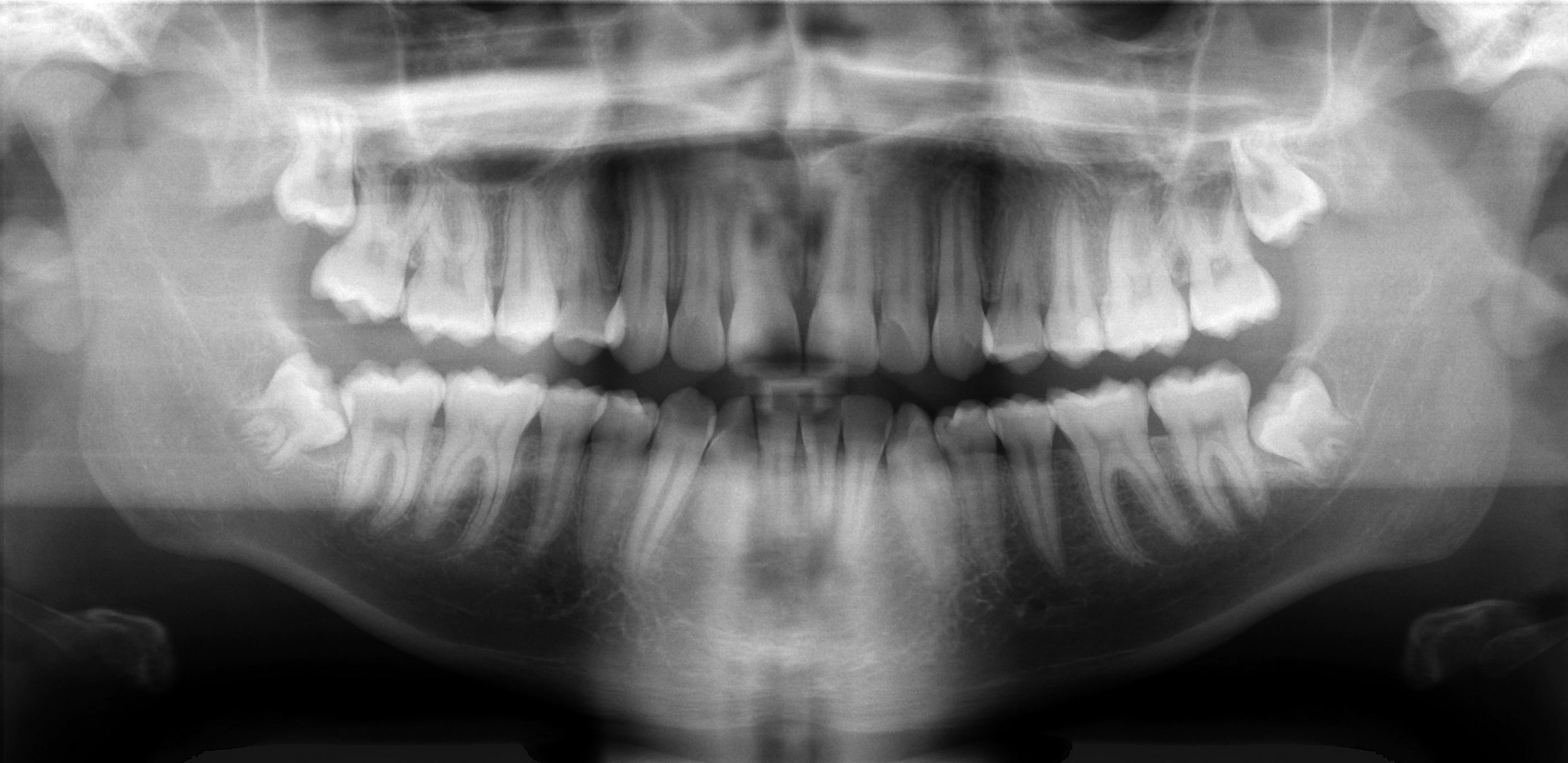
یک رادیوگراف پانورامیک

پرتونگاری پانورامیک یا پرتونگاری سراسرنما، یک نوع اسکن سراسرنما از فک بالا و پایین به وسیلهٔ اشعهٔ ایکس دندان پزشکی است و دیدی دو بعدی از نیمکرهٔ فرضی تشکیل شده در حد فاصل بین گوش‌ها می‌دهد. پرتونگاری پانورامیک، شکلی از پرتونگاری مقطعی صفحهٔ کانونی است. به همین دلیل هم تصاویری از صفحات چندگانه برداشته می‌شود تا تصویر کانونی مرکبی تهیه شود که فک بالایی و پایینیِ درونِ کانون تغار و ترکیبات موجود در سطح و عمق تغار را محو کرده باشد.
پرتونگاری پانورامیک به صورت عامیانه و غیررسمی، با اسامی دیگری چون پرتونگاری پانورامیک دندانپزشکی و پانتونوگرام نیز خوانده می‌شود. البته عناوینی تجاری هم برای آن وجود دارد که عبارت است از پانورکس و اورتوپانتوموگراف (سایر ورژن‌های عامیانهٔ آن، اورتوپانتوموگرافی و اورتوپانتوموگرام، کمترین کابرد را در بین سایر اسامی غیررسمی دارند) و به اختصار نیز PAN, DPR, OPT یا OPG نامیده می‌شوند. هرچند که معمولاً از کاربرد DPR در محافل پزشکی، به دلیل برگرفته شدن از یک عنوان تجاری، خودداری می‌شود.

## انواع
تجهیزات پرتونگاری سراسرنمای دندان‌پزشکی، متشکل از دو بخش است که عبارتند از بازوی افقی چرخانِ نگه دارندهٔ منبع اشعهٔ ایکس و مکانیزم فیلم متحرکی که برعکس یکدیگر قرار گرفته‌اند. جمجمهٔ بیمار در بین مولد اشعهٔ ایکس و فیلم قرار می‌گیرد. منبع اشعهٔ ایکس نیز به موازات فیلم تعبیه می‌شود تا پرتوها پس از عبور از جمجمهٔ بیمار و به هنگام رسیدن به فیلم، شکلی به مانند تیغه‌ای عمودی با پهنای ۴–۷ داشته باشند. البته ارتفاع پرتوها، بخش‌های فک بالایی و پایینی را نیز دربر می‌گیرد. بازو نیز حرکت می‌کند و احتمال دارد که این حرکت به صورت چرخش دور محورِ لحظه ایِ پیش رو در مسیری اختصاصی، تعریف شود.
تولیدکنندگان انواع متفاوتی از روش‌های حرکت بازو را با هدف حفظ فاصلهٔ ثابت بین دندان با مولد و فیلم، اتخاذ کرده‌اند. ضمن اینکه این سعی می‌شود تا بواسطهٔ این روش‌ها، دندان را تا حد ممکن به صورت قائم نگه دارند. البته با توجه به آناتومی‌های متفاوت اشخاص مختلف، انتخاب حرکتی ایده‌آل غیرممکن است. هرچند در نهایت توافقی بین تمامی تولیدکنندگان شکل گرفت که فاکتورهای درشت نمایی کاملاً متفاوت در طول فیلم را به دنبال داشت (۱۵–۳۰ درصد). هرچند که امکان تثبیت موقعیت بیمار با توجه به هشیاری و گیجی به شدت دشوار است.

### فیلم‌ها
در کل نو نوع مکانیزم حرکت فیلم وجود دارد؛ یکی از کاست کشویی مسطحی که فیلم را نگه می‌دارد، استفاده می‌کند و دیگری از سیلندری چرخشی که روی فیلم خراش ایجاد می‌کند، بهره می‌برد. اساساً نیز دو نوع سایز استاندارد برای فیلم‌های پانورامیک دندانپزشکی وجود دارد که عبارتند از ۳۰ در ۱۲ سانتی‌متر و ۳۰ در ۱۵ سانتی‌متر و تنها تفاوتشان در جذب ۸ درصد پرتوی کمتر توسط فیلم کوچک در مقایسه با فیلم بزرگتر است.

### دیجیتال
پرتونگاری اشعه ایکس دندان پزشکی از پا را از تکنولوژی فیلم (که شامل فرایند توسعهٔ شیمیایی نیز هست) فراتر گذاشته‌است و رو به سمت تکنولوژی اشعهٔ ایکس دیجیتالی (که بر اساس حسگرهای الکترونیکی و کامپیوترهاست) دارد. یکی از مزایای اصلی این تکنولوژی در مقایسه با سیستم‌های فیلم محور، وسعت سطح پرتوگیری آن است که به معنای کاهش اسکن‌های تکراری ای می‌باشد که علاوه بر دارا بودن قیمتی بالاتر، بیمار را در معرض تشعشعات بیشتری نیز قرار می‌دهند. در این روش حتی اشعه‌های ایکس منحرف شده نیز در صورت ذخیره شدن فایل دیجیتال، قابل پرینت شدن هستند. سایر مزایای فوق‌العاده آن نیز در برگیرندهٔ مسائلی چون تهیهٔ تصاویر فوری قابل مشاهده در کنار وجود امکان ارتقای آن‌ها و ایمیل کردنشان به پزشکان و مشتریان بدون نیاز به دیجیتالی کردن آن‌ها است. علاوه بر این‌ها نیز ویژگی‌هایی از قبیل ادارهٔ آسان و مطمئن اسناد، کاهش جذب اشعهٔ ایکس، عدم نیاز به تاریک خانه و نیز عدم نیاز به استفاده از هرگونه مواد شیمیایی، آن را یک سر و گردن بالاتر از تکنولوژی سابق قرار می‌دهد.
یکی از انواع اصلی سیستم‌های دیجیتال از صفحهٔ فسفری تحریک‌کنندهٔ مواد بوسیلهٔ اشعهٔ ایکس به جای فیلم استفاده می‌کند. بعد از جذب اشعهٔ ایکس، صفحه (برگه) در اسکنر خاصی قرار می‌گیرد تا تصویر پنهان آن با بواسطهٔ اسکن لیزری، نقطه به نقطه بازیابی شده و دیجیتالی شود. تصاویر دیجیتالی نیز بعد از ذخیره شدن، در صفحهٔ نمایش قابل مشاهده هستند. البته این روش به سبب سیستم پشتیبانی از عکس یکسان، شباهت بسیاری به تکنولوژی فیلم دارد ولی تفاوت اصلی آن‌ها یعنی استفاده از فرایند اسکن به جای فرایند توسعهٔ شیمیایی، همچنان پابرجاست. هرچند که این تکنولوژی چندان سریعتر از پردازش فیلم نیست ولی از توان رقابت بالایی از بابت رزولوشن و حساسیت برخوردار می‌باشد و علاوه بر این‌ها نیز سازگاری با هرنوع تجهیزات موجود، بدون نیاز به اعمال هیچگونه تغییری از دیگر مزایای آن به‌شمار می‌رود؛ چراکه تنها نیاز به جایگزینی فیلمی جدید با فیلم قبلی وجود دارد و بس.
اصطلاح «اشعهٔ ایکس دیجیتال» برای مشخص کردن اسناد فیلم بنیانی که توسط کامپیوترها مدیریت می‌شوند نیز کاربرد دارد.
دیگر انواع تکنولوژی‌های تصویر برداری دیجیتال از حسگرهای الکترونیکی بهره می‌برند. بسیاری از آن‌ها، در ابتدا اشعهٔ ایکس را به نوری تبدیل می‌کنند که بیشتر با استفاده از CCD یا یک حسگر تصویر CMOS تهیه می‌شود. تعداد معدودی نیز از منظِم آنالوگ به دیجیتال هیبریدی ای استفاده می‌کنند که ابتدائاً اشعهٔ ایکس را به الکتریسیته تبدیل می‌کند و سپس با استفاده از خواندن بخش CMOS پایه، از همین الکتریسیته به عنوان تصویر رندر می‌گیرند.
تصاویر سیستم‌های دیجیتال امروزی به مراتب بهتر از سیستم‌های فیلم محور گذشته هستند. جدیدترین پیشرفت‌های این حوزه نیز شامل اضافه کردن تکنولوژی پرتوی مخروطی سه بعدی به دستگاه‌های استاندارد پانورامیک دیجیتال می‌شود.

## موارد استفاده
- تشخیص دندان عقل پنهان و برنامه‌ریزی جهت درمان؛ یکی از معمول‌ترین موارد استفادهٔ آن، تشخیص وضعیت دندان عقل و آسیب دیدگی فک است.
- آسیب استخوان‌های دهانی و ریشهٔ دندان
- علت یابی درد دندانی
- ارزیابی جایگیری ایمپلنت‌های دندانی
- تشخیص ناهنجاری‌هایی از قبیل چروبیسم و دیسپلازی کلئیدوکرانیال
- سرطان‌های مربوط به فک
- اختلالات مفاصل و به خصوص مفصل گیجگاهی-فکی
- تشخیص استئوسارکوما و آملوبلاستوما؛ کلیهٔ استئودیستروفی تأثیرگذار بر فک و هیپوفسفاتمی
- تشخیص و ارزیابی دهانی در قبل و بعد از جراحی و ترومای فک و صورت (مثل شکستگی‌های دنتوآلوئولار و فک پایین
- سنگ‌های بزاقی
- سایر برنامه‌های تشخیصی و درمانی

## مکانیزم
معمولاً شخص قالبی پلاستیکی را گاز می‌گیرد تا تمامی دندان‌ها و به خصوص تاجشان به راحتی قابل مشاهده باشند. کل فرایند اورتوپانتوموگرام یک دقیقه به طول می‌انجامد. مدت جذب اشعه توسط بیمار نیز بر اساس میزان گردش ماشین به دور جمجمه بین ۵٫۵ الی ۲۲ ثانیه متغیر است.
تعدیل ماشین به معنای آن است که اشعه‌های ایکس در هر لحظه‌ای تنها بخش معینی از آناتومی را به فیلم بتابانند اما به دلیل آنکه چرخش به دور جمجمه در جریان می‌باشد، تصویر مرکبی از تودهٔ فک و صورت ایجاد می‌شود. به هنگام چرخش بازو، فیلم نیز در جهت اسکرول شدن تصویر جزئی تثبیت شدهٔ جمجمه حرکت می‌کند و سرتاسرش را نمایش می‌دهد. البته تمامی تمامی تصاویر مجزای روی هم رفته و تثبیت شده در فیلم از درشت نمایی یکسانی برخوردار نیستند؛ چراکه پرتو واگراست و تصاویر نیز نقاط فوکوس متفاوتی دارند. هرچند که تمامی عناصر تصاویر با شتاب یکسانی روی فیلم هدف حرکت نمی‌کنند و برخی به مرکز دوران آنی دورتر و برخی نزدیک ترند. شتاب فیلم نیز به همین شیوه و در جهت هماهنگی کامل با طرح عناصر تشریحی سمت کمانی دندانی نزدیکتر به فیلم کنترل می‌شود. بنابرین آن‌ها با تیزی بسیار بایگانی می‌شوند در حالیکه عناصر تثبیت شده در جاهای مختلف به دلیل اسکرول شدن باش تاب‌های متفاوت محو می‌شوند.
تصویر پانارومیک دندانی، از نقص مهمی نیز رنج می‌برد که نشات گرفته از بزرگنمایی عمودی و افقی کاملاً متفاوت در سرتاسر تصویر است. بزرگنمایی افقی و عمودی بر اساس موقعیت نسبی عناصر ضبط شده در مقابل فیلم و مولد تعیین شده‌اند و بدین ترتیب بزرگنمایی عمودی بیشتری شامل نزدیکترین‌ها به مولد می‌شود. بزرگنمایی افقی نیز به موقعیت عناصر نسبت به صفحهٔ کانونی بستگی دارد و بنابرین، بزرگنمایی افقی بیشتری شامل اجزای مستقر در کمان صفحهٔ کانونی می‌شود و نیز به دلیل اعمال بزرگنمایی افقی کمتر به بیرون صفحه، تار می‌شوند.
بدین ترتیب تصویری به دست می‌آید که بخش کمان فک بالایی را با تیزی بیشتری نشان می‌دهد و باقی قسمت‌ها را محو می‌کند. به عنوان نمونه می‌توان به بخش‌های مسدودکنندهٔ اشعه‌ای چون مهره‌های گردنی اشاره کرد که به شکل ستون عمودی محو و متداخل با دندان‌های جلو ظاهر می‌شوند. صفحه ثبت‌کنندهٔ عناصر تشریحی به صورت تیز و واضح، صفحهٔ کانونی نام دارد.

### مزایای عمدهٔ تصاویر پانورامیک
- دربرگیری گستردهٔ استخوان‌های صورت و دندان‌ها
- کاهش میزان جذب تشعشعات توسط بیمار
- راحتی بیشتر برای بیمار (لزومی به قرار دادن فیلم‌ها در دهان وجود ندارد)
- وجود امکان استفاده برای بیمارانی که نمی‌توانند دهانشان را باز کنند یا به دلایلی مثل تریسموس امکان بازکردن آن به‌طور کامل را ندارند.
- کاهش زمان مورد نیاز جهت تهیهٔ عکس
- قابل فهم بودن فیلم‌های پانورامیک برای بیمار که سبب می‌شود مورد بصری خوبی برای مطالعات بیمار محور و بررسی باشد.
- سهولت نگهداری و انبار کردن در مقایسه با مجموعهٔ متعلقات دستگاه‌های اشعه ایکس درون دهانی متداول

## آماده‌سازی
معمولاً استفاده از هرگونه گوشواره، جواهرات، گیرهٔ مو، عینک، دندان مصنوعی یا لوازم ارتودنسی برای افراد تحت پرتوگرافی پانورامیک، مجاز نیست؛ چراکه در صورت استفاده از چنین ملزوماتی (مخصوصا وسایلی که محتوی هر نوع فلزی باشند)، تصاویر تهیه شده دچار اختلال خواهند شد و بدین ترتیب بهره‌وری آن‌ها کاهش خواهد یافت. علاوه بر این لازم است که بیمار به مدت ۱۸ ثانیه یا بیشتر و تا مدت پایان چرخهٔ مورد نیاز برای ماشین، جهت تهیهٔ فیلم، سرجای خود بایستد و به همین دلیل هم هست که اغلب پرتونگارها نحوهٔ حرکت ماشین را قبل از شروع به کار آن شرح می‌دهند.

## مضرات
همانند تمامی تشعشعات یونی تجهیزات عکس‌برداری مورد استفاده در پزشکی، همواره حد معینی از آسیب مستقیم (آسیب رسانی بر اثر یونیزه شدن) و غیر مستقیم (رادیکال‌های آزاد ایجاد شده در اثر یونیزه شدن مولکول آب موجود در سلول‌ها) وجود دارد؛ ولی تخمین زده می‌شود که در بدترین حالت، احتمال ابتلا به سرطان بر اثر پرتونگاری پانورامیک چیزی حدود یک در بیست میلیون است. البته سن افراد یکی از عواملی تأثیرگذار بر ریسک آن است به‌طوری‌که هرچقدر سن بیمار کمتر باشد، احتمال ابتلا به سرطان اندکی بالاتر می‌رود. به عنوان مثال این میزان در افراد بازهٔ سنی یک تا ده سال، به یک در ده میلیون افزایش پیدا می‌کند.

## تاریخچه

### نقاط عطف تاریخی سیستم‌های پانورامیک دیجیتال
۱۹۹۱ - نخستین تلاش‌ها برای ساخت پانورامیک دیجیتال دندانی توسط «مک دیوید اتال» در UTHSCSA صورت گرفت. ایدهٔ آن‌ها بر اساس حسگر آرایهٔ پیکسلی خطی شکل گرفته بود (ستون‌های تکی پیکسلی) که البته چندان مناسب چنین طرحی نبود و سه دلیل عمده داشت:
1. هیچ اثر توموگرافیکی وجود نداشت
2. دشواری بسیار تعدیل اشعه‌های ایکس و کنترل دوز تشعشعات تابیده شده به بیمار
3. راندامان پایین مولدها

1995 – DXIS، نخستین سیستم دیجیتال اشعهٔ ایکس پانورامیک بود و توسط «کاتالین استویچیتا» در «سینگت» فرانسه تولید شد. هدف از ساخت DXIS تجهیز تمامی مدل‌های پانورامیک بود.
1997- SIDEXIS، تولید زیمنس (سیرونا دنتال سیستمز فعلی، آلمان) بود و گزینهٔ دیجیتال را برای واحد پانورامیک Ortophos Plus عرضه کرد. DigiPan از «ترافی رادیولوژی» فرانسه که گزینهٔ دیجیتال را برای پانورامیکِ OP100 ساخت «ایسنترومنتانیوم» فنلاند ارائه نمود.
۱۹۹۸–۲۰۰۴ – بسیاری از تولیدکنندگان پانورامیک سیستم‌های دیجیتال خودشان را عرضه کردند. 2006 - SCAN300FPT، تولید «آجات» (فنلاند) آخرین تکنولوژی عرضه شده به‌شمار می‌آید و توانسته‌است توانایی خود در به دست آوردن صدها مگابایت از اطلاعات تصویر در بالاترین نرخ فریم و بازسازی لایهٔ پانورامیک بوسیلهٔ محاسبهٔ پساکسب را به نمایش گذارد.